# Teorema de Segre

Para la definición de un óvalo en un espacio finito: tangente, secantes. El valor es el orden del plano proyectivo (número de puntos en una recta-1)

En geometría proyectiva, el teorema de Segre, que lleva el nombre del matemático italiano Beniamino Segre, es el siguiente enunciado:
| - Cualquier óvalo en un plano proyectivo papiano finito de orden impar, es una sección cónica proyectiva no degenerada. |

Esta afirmación fue enunciada en 1949 por los matemáticos finlandeses G. Järnefelt y P. Kustaanheimo, y su demostración fue publicada en 1955 por B. Segre.
Un plano proyectivo papiano finito se puede imaginar como el cierre proyectivo del plano real (mediante una línea recta en el infinito), donde los números reales son reemplazados por un cuerpo finito K. Orden impar significa que |K|= n es impar. Un óvalo es una curva similar a una circunferencia (véanse las definiciones que figuran a continuación): cualquier recta lo corta en como máximo 2 puntos y por cualquiera de sus puntos pasa exactamente una tangente. Los ejemplos estándar son las secciones cónicas proyectivas no degeneradas.
En los planos proyectivos papianos de orden par mayor que cuatro hay óvalos que no son cónicas. En un plano infinito existen óvalos, que no son cónicas. En el plano real, para obtener un óvalo que no es una cónica, basta con pegar la mitad de una circunferencia y la mitad de una elipse adecuadas para garantizar la suavidad de la curva resultante.
La demostración del teorema de Segre, que se muestra a continuación, utiliza la versión de 3 puntos del teorema de Pascal y una propiedad de un campo finito de orden impar, es decir, que el producto de todos los elementos distintos de cero es igual a -1.

## Definición de óvalo
La definición tiene la forma siguiente:
- En un plano proyectivo, un conjunto {\displaystyle {\mathfrak {o}}} de puntos se llama óvalo, si:

(1) Cualquier línea recta {\displaystyle g} se encuentra con {\displaystyle {\mathfrak {o}}} en como máximo dos puntos.
Si {\displaystyle |g\cap {\mathfrak {o}}|=0} la recta {\displaystyle g} es exterior (o pasante); en caso de que {\displaystyle |g\cap {\mathfrak {o}}|=1} es una recta tangente; y si {\displaystyle |g\cap {\mathfrak {o}}|=2} es una recta secante.
(2) Para cualquier punto {\displaystyle P\in {\mathfrak {o}}} existe exactamente una tangente {\displaystyle t} en P, es decir, {\displaystyle t\cap {\mathfrak {o}}=\{P\}}.
Para planos finitos (es decir, si el conjunto de puntos es finito) se dispone de una caracterización más conveniente:
- Para un plano proyectivo finito de orden n (es decir, cualquier línea contiene n + 1 puntos), un conjunto {\displaystyle {\mathfrak {o}}} de puntos es un óvalo si y solo si {\displaystyle |{\mathfrak {o}}|=n+1} y ninguna terna de sus puntos son colineales (es decir, no pertenecen a una misma recta).

## Versión de 3 puntos del teorema de Pascal

Para la demostración, es la tangente en

Teorema
Sea {\displaystyle {\mathfrak {o}}} un óvalo en un plano proyectivo papiano de característica {\displaystyle \neq 2}. 

{\displaystyle {\mathfrak {o}}} es una cónica no degenerada si y solo si se verifica la proposición (P3):
(P3): Sea {\displaystyle P_{1},P_{2},P_{3}} cualquier triángulo en {\displaystyle {\mathfrak {o}}} y {\displaystyle {\overline {P_{i}P_{i}}}} la tangente en el punto {\displaystyle P_{i}} a {\displaystyle {\mathfrak {o}}}. Entonces, los puntos
{\displaystyle P_{4}:={\overline {P_{1}P_{1}}}\cap {\overline {P_{2}P_{3}}},\ P_{5}:={\overline {P_{2}P_{2}}}\cap {\overline {P_{1}P_{3}}},\ P_{6}:={\overline {P_{3}P_{3}}}\cap {\overline {P_{1}P_{2}}}}
son colineales.
Demostración

Demostración del teorema de Pascal con 3 puntos

Sea el plano proyectivo coordenado no homogéneo sobre un campo {\displaystyle K} tal que {\displaystyle P_{3}=(0),\;g_{\infty }} es la tangente en {\displaystyle P_{3},\ (0,0)\in {\mathfrak {o}}}, el eje x es la tangente en el punto {\displaystyle (0,0)} y {\displaystyle {\mathfrak {o}}} contiene el punto {\displaystyle (1,1)}. Además, se configura {\displaystyle P_{1}=(x_{1},y_{1}),\;P_{2}=(x_{2},y_{2})\ .} (véase la imagen).
El óvalo {\displaystyle {\mathfrak {o}}} se puede describir mediante una función {\displaystyle f:K\mapsto K} tal que:
{\displaystyle {\mathfrak {o}}=\{(x,y)\in K^{2}\;|\;y=f(x)\}\ \cup \{(\infty )\}\;.}
La tangente en el punto {\displaystyle (x_{0},f(x_{0}))} se describe usando una función {\displaystyle f'} tal que su ecuación es
{\displaystyle y=f'(x_{0})(x-x_{0})+f(x_{0})}
Por lo tanto (véase la imagen):
{\displaystyle P_{5}=(x_{1},f'(x_{2})(x_{1}-x_{2})+f(x_{2}))} y {\displaystyle P_{4}=(x_{2},f'(x_{1})(x_{2}-x_{1})+f(x_{1}))\;.}
I: si {\displaystyle {\mathfrak {o}}} es una cónica no degenerada se tiene que {\displaystyle f(x)=x^{2}} y {\displaystyle f'(x)=2x} y se calcula fácilmente que {\displaystyle P_{4},P_{5},P_{6}} son colineales.
II: Si {\displaystyle {\mathfrak {o}}} es un óvalo con la propiedad (P3), la pendiente de la recta {\displaystyle {\overline {P_{4}P_{5}}}} es igual a la pendiente de la recta {\displaystyle {\overline {P_{1}P_{2}}}}, esto significa que:
{\displaystyle f'(x_{2})+f'(x_{1})-{\frac {f(x_{2})-f(x_{1})}{x_{2}-x_{1}}}={\frac {f(x_{2})-f(x_{1})}{x_{2}-x_{1}}}} y por lo tanto
(i): {\displaystyle (f'(x_{2})+f'(x_{1}))(x_{2}-x_{1})=2(f(x_{2})-f(x_{1}))} para todos los {\displaystyle x_{1},x_{2}\in K}.
Con {\displaystyle f(0)=f'(0)=0} se obtiene
(ii): {\displaystyle f'(x_{2})x_{2}=2f(x_{2})} y de {\displaystyle f(1)=1} resulta
(iii): {\displaystyle f'(1)=2\;.}
(i) y (ii) permiten obtener
(iv): {\displaystyle f'(x_{2})x_{1}=f'(x_{1})x_{2}} y con (iii) al menos se tiene que
(v): {\displaystyle f'(x_{2})=2x_{2}} para todos los {\displaystyle x_{2}\in K}.
Una consecuencia de (ii) y (v) es que
{\displaystyle f(x_{2})=x_{2}^{2},\;x_{2}\in K}.
Por lo tanto, {\displaystyle {\mathfrak {o}}} es una cónica no degenerada.
Observación:
La propiedad (P3) se cumple para cualquier óvalo en un plano proyectivo papiano de característica 2 con núcleo (todas las tangentes se encuentran en el núcleo). Por lo tanto, en este caso (P3) también es válido para óvalos no cónicos.

## Teorema de Segre y su demostración
Teorema
Cualquier óvalo {\displaystyle {\mathfrak {o}}} en un plano proyectivo papiano finito de orden impar es una sección cónica no degenerada.
Demostración

Versión de 3 puntos del teorema de Pascal. Para la demostración se asume que

Teorema de Segre: para su demostración

Para demostrarlo, se comprueba que el óvalo tiene la propiedad (P3) de la versión de 3 puntos del teorema de Pascal.
Sea {\displaystyle P_{1},P_{2},P_{3}} cualquier triángulo en {\displaystyle {\mathfrak {o}}} y {\displaystyle P_{4},P_{5},P_{6}} definido como se describe en '(P3).
El plano papiano está definido en coordenadas no homogéneas sobre un campo finito {\displaystyle K}, tal que {\displaystyle P_{3}=(\infty ),\;P_{2}=(0),\;P_{1}=(1,1)} y {\displaystyle (0,0)} es el punto común de las tangentes en {\displaystyle P_{2}} y {\displaystyle P_{3}}. El óvalo {\displaystyle {\mathfrak {o}}} se puede describir usando una función biyectiva {\displaystyle f:K^{*}:=K\cup \setminus \{0\}\mapsto K^{*}}:
{\displaystyle {\mathfrak {o}}=\{(x,y)\in K^{2}\;|\;y=f(x),\;x\neq 0\}\;\cup \;\{(0),(\infty )\}\;.}
Para un punto {\displaystyle P=(x,y),\;x\in K\setminus \{0,1\}}, la expresión {\displaystyle m(x)={\tfrac {f(x)-1}{x-1}}} es la pendiente de la secante {\displaystyle {\overline {PP_{1}}}\;.} Dado que ambas funciones {\displaystyle x\mapsto f(x)-1} y {\displaystyle x\mapsto x-1} son biyecciones de
{\displaystyle K\setminus \{0,1\}} a {\displaystyle K\setminus \{0,-1\}}, y {\displaystyle x\mapsto m(x)} una biyección de {\displaystyle K\setminus \{0,1\}} a {\displaystyle K\setminus \{0,m_{1}\}}, donde {\displaystyle m_{1}} es la pendiente de la tangente en {\displaystyle P_{1}}, para {\displaystyle K^{**}:=K\setminus \{0,1\}\;:} se obtiene
{\displaystyle \prod _{x\in K^{**}}(f(x)-1)=\prod _{x\in K^{**}}(x-1)=1\quad {\text{und}}\quad m_{1}\cdot \prod _{x\in K^{**}}{\frac {f(x)-1}{x-1}}=-1\;.}
Observación: Para {\displaystyle K^{*}:=K\setminus \{0\}} se tiene que:
{\displaystyle \displaystyle \prod _{k\in K^{*}}k=-1\;.}
Por lo tanto
{\displaystyle -1=m_{1}\cdot \prod _{x\in K^{**}}{\frac {f(x)-1}{x-1}}=m_{1}\cdot {\frac {\displaystyle \prod _{x\in K^{**}}(f(x)-1)}{\displaystyle \prod _{x\in K^{**}}(x-1)}}=m_{1}\;.}
Dado que las pendientes de la recta {\displaystyle {\overline {P_{5}P_{6}}}} y de la tangente
{\displaystyle {\overline {P_{1}P_{1}}}} son ambas {\displaystyle -1}, se deduce que
{\displaystyle {\overline {P_{1}P_{1}}}\cap {\overline {P_{2}P_{3}}}=P_{4}\in {\overline {P_{5}P_{6}}}}.
Esto es válido para cualquier triángulo {\displaystyle P_{1},P_{2},P_{3}\in {\mathfrak {o}}}.
Entonces, la propiedad (P3) del teorema de Pascal de los 3 puntos se cumple, y el óvalo es una cónica no degenerada.